# Hypsoropha
Hypsoropha is een geslacht van vlinders van de familie spinneruilen (Erebidae), uit de onderfamilie Calpinae.

## Soorten
- H. adeona Druce, 1889
- H. hormos Hübner, 1818
- H. monilis Fabricius, 1777